# Lista de cores de corpo da Luftwaffe

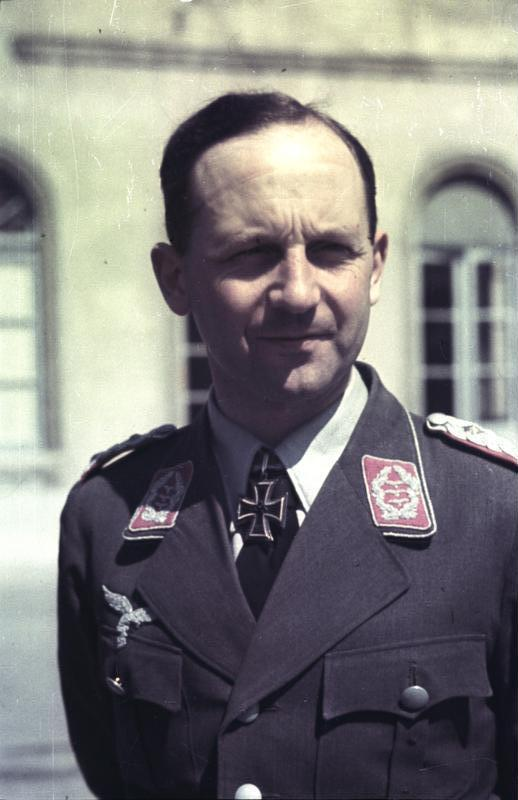
Coronel Heinrich Trettner, oficial do Estado-Maior da força aérea, com as suas divisas em carmin e uma Cruz de Cavaleiro da Cruz de Ferro.

Esta é uma lista das cores de corpo da Luftwaffe. As cores de corpo (em alemão: Waffenfarbe), ou cores de função, foram usadas pelas forças armadas alemãs (Wehrmacht) entre 1935 e 1945, para distinguir os militares dos vários ramos, funções especiais, corpos, grupos de classificação, funcionários, entre outros serviços. A cor de corpo era uma parte do uniforme que se expressava através dos galões, das passadeiras de posto e dos ornamentos; fazia também parte das bandeiras, cores padrões e guias dos símbolos representativos de determinadas forças.
Na Luftwaffe, havia um sistema estritamente definido de cores de corpo para as divisas nas extremidades do colarinho, nos ombros e nos ornamentos da própria farda. As passadeiras em uniformes especiais da Luftwaffe, como os fatos de voo e macacões, também exibiam cores de corpo.

## Cores de corpo

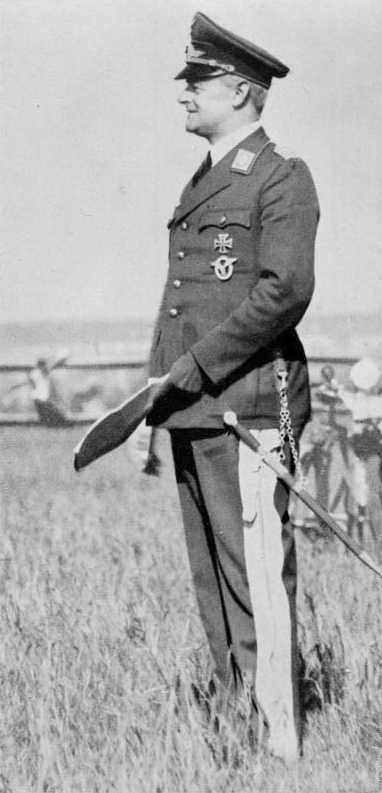
General Walther Wever fardado.

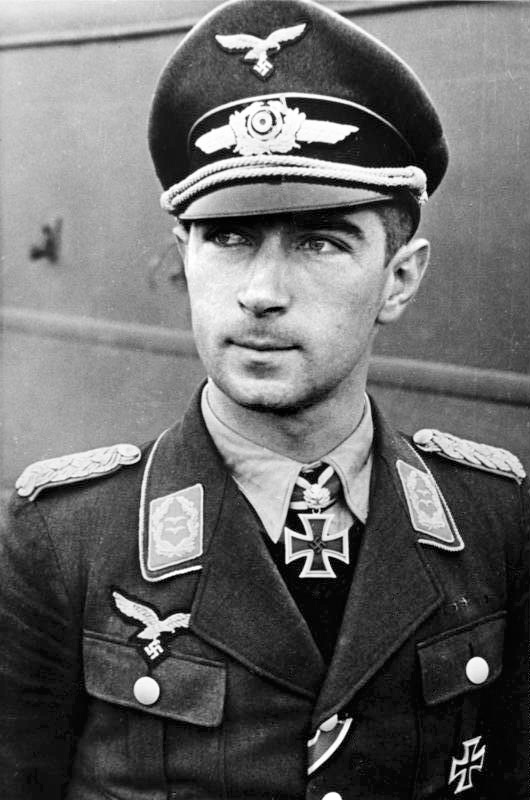
O tenente-coronel Werner Mölders com passadeiras amarelas, quando ainda participava activamente em missões de combate aéreo.

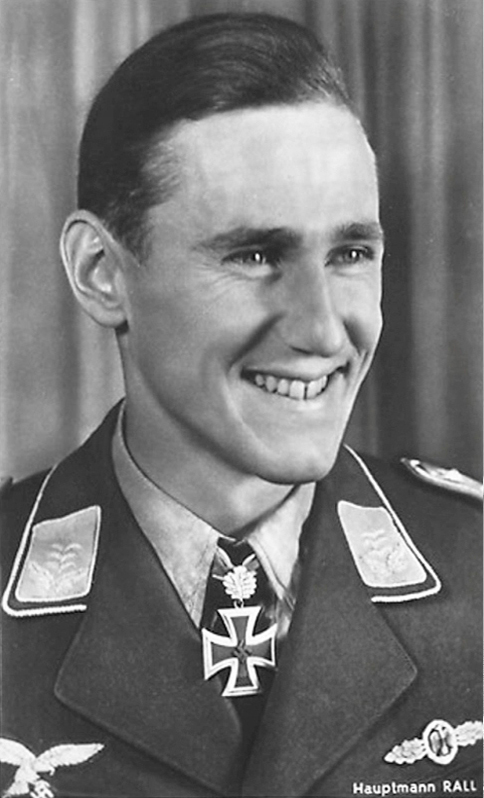
O tenente Günther Rall, piloto da Luftwaffe, com as passadeiras de colarinho amarelas.

Segue-se uma tabela exemplificativa das cores de corpo usadas na Luftwaffe por diversas tropas e unidades:
| Tropas e unidades                                                                           | Cor                        | Cor | Exemplo                             | Exemplo                             | Exemplo                             | Exemplo |
| ------------------------------------------------------------------------------------------- | -------------------------- | --- | ----------------------------------- | ----------------------------------- | ----------------------------------- | ------- |
| - General marechal de campo - Todas as patentes de generais                                 | branco (weiß)              | |                                     |                                     |                                     |         |
| - General marechal de campo - Todas as patentes de generais                                 | branco (weiß)              | Pode-se ver na foto à direita, do general Walther Wever, as calças às riscas e a divisa de colarinho branca |                                     |                                     |                                     |         |
| - Divisão Hermann Goering - Tropas de artilharia e defesa aérea                             | branco (weiß)              | |                                     |                                     |                                     |         |
| - Tropas antiaéreas - Artilharia da força aérea                                             | vermelho escuro (tiefrot)  | |                                     |                                     |                                     |         |
| Oficiais de serviço no Estado-Maior (Generalstabsoffiziere)                                 | carmin (karmesin)          | |                                     |                                     |                                     |         |
| Oficiais de serviço no Estado-Maior (Generalstabsoffiziere)                                 | amarelo dourado (goldgelb) | | Parte do uniforme adquiria esta cor | Parte do uniforme adquiria esta cor | Parte do uniforme adquiria esta cor |         |
| Serviço judicial militar (Militärgerichtsbarkeit)                                           | roxo escuro                | |                                     |                                     |                                     |         |
| Capelão                                                                                     | roxo claro                 | |                                     |                                     |                                     |         |
| Serviço de engenharia aeronáutica (Fliegeringenieurdienst)                                  | cor-de-rosa (rosa)         | |                                     |                                     |                                     |         |
| - Tropas de aviação: pilotos e pessoal de terra - Tropas paraquedistas                      | amarelo dourado (goldgelb) | |                                     |                                     |                                     |         |
| - Unidades de radar - Controlo de tráfego aéreo                                             | verde claro (hellgrün)     | |                                     |                                     |                                     |         |
| Tropas paraquedistas                                                                        | verde caçador (jägergrün)  | |                                     |                                     |                                     |         |
| Militärverwaltung da Luftwaffe                                                              | verde escuro (dunkelgrün)  | |                                     |                                     |                                     |         |
| - Unidades de transporte (Transporteinheiten) - Reservas da força aérea (Luftwaffenreserve) | azul claro (hellblau)      | |                                     |                                     |                                     |         |
| Pessoal médico (Sanitätstruppe)                                                             | azul (blau)                | |                                     |                                     |                                     |         |
| Pessoal de comunicações (Lufnachrichtentruppe)                                              | castanho (braun)           | |                                     |                                     |                                     |         |
| - Unidades de Construção da Luftwaffe (Baupioniere) (Luftwaffen-Pioniere)                   | preto (schwarz)            | |                                     |                                     |                                     |         |